# Іларі Меларт
Іларі Меларт (фін. Ilari Melart; нар. 11 лютого 1989, Гельсінкі) — фінський хокеїст, захисник клубу ШХЛ ГІФК. Гравець збірної команди Фінляндії.

## Ігрова кар'єра
Хокейну кар'єру розпочав на батьківщині 2008 року виступами за команду ГІФК, вихованець цієї команди.
Один сезон відіграв за клуб «Спрінгфілд Фалконс» перед цим уклавши однорічний контракт з командою НХЛ «Колумбус Блю-Джекетс». Наприкінці цього сезону перейшов до російської команди «Югра» та згодом повернувся до американського клубу.
19 травня 2014, як вільний агент уклав однорічний контракт з російським клубом «Югра».
Влітку 2015 перейшов до шведського клубу «Лулео» ще через два роки до іншого шведського клуба «Фер'єстад».
Два сезони відіграв за клуб ШХЛ «Векше Лейкерс».
Сезон 2021–22 років провів у складі нісецької команди «Адлер Мангайм».
Влітку 2022 року повернувся до клубу ГІФК, кольори якого наразі і захищає.
Був гравцем молодіжної збірної Фінляндії, у складі якої брав участь у 6 іграх. У складі національної збірної Фінляндії, провів 10 матчів.

## Нагороди та досягнення
- Чемпіон Фінляндії в складі ГІФК — 2011.
- Чемпіон Швеції в складі «Векше Лейкерс» — 2021.

## Статистика

### Клубні виступи
| Сезон          | Клуб                 | Ліга           | Регулярний сезон | Регулярний сезон | Регулярний сезон | Регулярний сезон | Регулярний сезон | Плей-оф | Плей-оф | Плей-оф | Плей-оф | Плей-оф |
| Сезон          | Клуб                 | Ліга           | І                | Г                | П                | О                | ШХ               | І       | Г       | П       | О       | ШХ      |
| -------------- | -------------------- | -------------- | ---------------- | ---------------- | ---------------- | ---------------- | ---------------- | ------- | ------- | ------- | ------- | ------- |
| 2008–09        | ГІФК                 | СМ-Л           | 27               | 1                | 1                | 2                | 62               | —       | —       | —       | —       | —       |
| 2009–10        | ГІФК                 | СМ-Л           | 13               | 1                | 0                | 1                | 47               | 2       | 0       | 0       | 0       | 0       |
| 2010–11        | ГІФК                 | СМ-Л           | 20               | 1                | 1                | 2                | 94               | 6       | 0       | 1       | 1       | 2       |
| 2011–12        | ГІФК                 | СМ-Л           | 36               | 2                | 3                | 5                | 132              | 2       | 1       | 0       | 1       | 0       |
| 2012–13        | ГІФК                 | СМ-Л           | 50               | 7                | 11               | 18               | 80               | 7       | 0       | 0       | 0       | 29      |
| 2013–14        | «Спрінгфілд Фалконс» | АХЛ            | 31               | 1                | 2                | 3                | 30               | 1       | 0       | 0       | 0       | 0       |
| 2013–14        | «Югра»               | КХЛ            | 15               | 1                | 4                | 5                | 22               | —       | —       | —       | —       | —       |
| 2014–15        | «Югра»               | КХЛ            | 33               | 5                | 1                | 6                | 38               | —       | —       | —       | —       | —       |
| 2015–16        | «Лулео»              | ШХЛ            | 48               | 4                | 7                | 11               | 79               | 11      | 1       | 0       | 1       | 14      |
| 2016–17        | «Лулео»              | ШХЛ            | 47               | 6                | 10               | 16               | 32               | 2       | 0       | 0       | 0       | 0       |
| 2017–18        | «Фер'єстад»          | ШХЛ            | 46               | 4                | 5                | 9                | 94               | 6       | 1       | 0       | 1       | 10      |
| 2018–19        | «Фер'єстад»          | ШХЛ            | 40               | 2                | 10               | 12               | 30               | 14      | 2       | 2       | 4       | 14      |
| 2019–20        | «Векше Лейкерс»      | ШХЛ            | 44               | 12               | 9                | 21               | 77               | —       | —       | —       | —       | —       |
| 2020–21        | «Векше Лейкерс»      | ШХЛ            | 38               | 12               | 6                | 18               | 67               | 9       | 1       | 2       | 3       | 39      |
| 2021–22        | «Адлер Мангайм»      | ДХЛ            | 23               | 2                | 13               | 15               | 47               | 3       | 0       | 1       | 1       | 8       |
| 2022–23        | ГІФК                 | Лійга          | 59               | 7                | 16               | 23               | 73               | 7       | 1       | 4       | 5       | 31      |
| 2023–24        | ГІФК                 | Лійга          | 40               | 3                | 6                | 9                | 45               | —       | —       | —       | —       | —       |
| 2024–25        | ГІФК                 | Лійга          | 40               | 4                | 6                | 10               | 92               | 4       | 0       | 1       | 1       | 4       |
| Усього в Лійга | Усього в Лійга       | Усього в Лійга | 285              | 26               | 44               | 70               | 625              | 28      | 2       | 6       | 8       | 66      |
| Усього в КХЛ   | Усього в КХЛ         | Усього в КХЛ   | 48               | 6                | 5                | 11               | 60               | —       | —       | —       | —       | —       |
| Усього в ШХЛ   | Усього в ШХЛ         | Усього в ШХЛ   | 263              | 40               | 47               | 87               | 379              | 42      | 5       | 4       | 9       | 77      |
| Усього в ДХЛ   | Усього в ДХЛ         | Усього в ДХЛ   | 23               | 2                | 13               | 15               | 47               | 3       | 0       | 1       | 1       | 8       |

### Збірна
| Рік                | Команда            | Турнір             | Місце              | І  | Г | П | О | ШХ |
| ------------------ | ------------------ | ------------------ | ------------------ | -- | - | - | - | -- |
| 2009               | Фінляндія          | МЧС                | 7-е                | 6  | 0 | 1 | 1 | 4  |
| 2013               | Фінляндія          | ЧС                 | 4-е                | 10 | 0 | 0 | 0 | 10 |
| Молодіжна збірна   | Молодіжна збірна   | Молодіжна збірна   | Молодіжна збірна   | 6  | 0 | 1 | 1 | 4  |
| Національна збірна | Національна збірна | Національна збірна | Національна збірна | 10 | 0 | 0 | 0 | 10 |